# I. Háddzsi Giráj krími kán
I. Hadzsi Giráj vagy Angyal Hadzsi Giráj (krími tatár: I Hacı Geray, ۱خاجى كراى; Melek Hacı Geray, ملک خاجى كراى), (kb. 1397 – 1466 augusztusa) a független Krími Tatár Kánság és a Giráj dinasztia  megalapítója. Állítólag tizenegyed-ízigleni leszármazottja volt Ong kánnak.

## Élete
Hadzsi Giráj valószínűleg Trakai városában született, amely akkor a Litván Nagyfejedelemség fővárosa volt és ahová a családja menekült a Krímről. Hadzsi az Arany Hordához tartozó krími ulusz korábbi emírjeinek leszármazottja volt. Az 1430-as években a litvániai Lida városában élt Žygimantas Kęstutaitis (I. Zsigmond) nagyfejedelem vazallusaként.

A krími tatárok zászlaja, rajta a Hadzsi Giráj által bevezetett háromágú szimbólummal (taraq tamğa)

1440 körül a krími tatár arisztokrácia (főleg a Sirin és Barin klánokból) megkérték a nagyfejedelmet, hogy küldje el hozzájuk Hadzsi Girájt, hogy vezérükké tegyék. Genovai források szerint már 1441-ben ő volt a krími tatárok uralkodója. Ugyanebből az évből való Hadzsi Giráj első pénzérméje Kirk-Jer (ma Csufut-Kale) városából. Hadzsi érezte, hogy az Arany Horda széthullóban van, és kinyilvánította a függetlenségét. A kán nem ismerte el az elszakadást és többször is próbálkozott a rebellis vazallus letörésével. Mivel a csatározások a Litván Nagyfejedelemség délkeleti határvidékén zajlottak, a 15-16. századi lengyel krónikákban Hadzsi Giráj mint litván szövetséges jelenik meg.

A krímiek két jelentős győzelmet arattak az Arany Horda ellen: 1453-ban I. Szejjid Ahmed ellen a Dnyepernél és 1465-ben Ahmed kán ellen a Donnál. A Horda majd Hadzsi fia, Mengli időskorában omlott össze teljesen.
Mikor már biztosította az uralmát, Hadzsi Giráj Ó-Krím városából Kirk-Jerbe tette át a székhelyét. Hadzsi rendkívül népszerű volt a népe körében, mellékneve Melek (Angyal) volt.
1456-ban Hajder fia megpróbálta letaszítani a trónról, de még abban az évben visszatért.
1466-ban halt meg és a Bahcsiszeráj melletti Szalacsikban temették el.

## Fordítás
Ez a szócikk részben vagy egészben  a(z)   Хаджи I Герай című orosz Wikipédia-szócikk ezen változatának fordításán alapul.  Az eredeti cikk szerkesztőit annak laptörténete sorolja fel. Ez a jelzés csupán a megfogalmazás eredetét és a szerzői jogokat jelzi, nem szolgál a cikkben szereplő információk forrásmegjelöléseként.
| Előző uralkodó: nem volt | Krími kán 1441 – 1456 | Következő uralkodó: Hajder |

| Előző uralkodó: Hajder | Krími kán 1456 – 1466 | Következő uralkodó: Núr Devlet |